# Dannemarie, Haut-Rhin
Dannemarie là một xã thuộc tỉnh Haut-Rhin trong vùng Grand Est, đồng bắc Pháp. Xã này có diện tích 4,35 km², dân số năm 1999 là 2344 người. Khu vực này có độ cao trung bình 315 mét trên mực nước biển.